# Río Mius
El río Mius (del ucraniano: Миу́с) es un río que discurre por territorios de Ucrania (óblast de Donetsk y óblast de Lugansk) y de Rusia (óblast de Rostov), y desemboca, formando el limán del Mius, en el golfo de Taganrog del mar de Azov. Entre las localidades ucranianas de Mius y Kniagínivka, forma la frontera entre los dos óblasts ucranianos mencionados, y entre los dos países al sur de Chervona Zoriá.

## Hidrónimo
Existen tres hipótesis sobre el origen del nombre del río. La primera lo hace derivar de las lenguas iranias habladas por los pueblos escitas y sármatas que poblaron la región en la Edad del Bronce, en las que mis (como en tadjiko) significaría «cobre» y haría referencia a la abundancia de este material en la zona del Dombás, explotado desde aquella época. La segunda lo hace derivar del túrquico mius, que significa "cuerno" o "esquina", que es como se conocía la fusión de dos ríos (en este caso el Mius y su afluente el Krinka). Según la tercera, también tendría origen túrquico, siendo miyush una palabra usada para referirse a un "cenagal" o "suciedad", en clara referencia al valle anegadizo y fangoso, cubierto de juncos, que forma el río. Esta última versión está avalada por la documentación diplomática de los grandes príncipes de Moscovia en el siglo XV donde el río es llamado Miyush.

## Geografía
El río, cuya longitud es de 258 km (su cuenca hidrográfica cubre una superficie de 6 680 km²), nace en la cordillera de Donets, en el óblast de Donetsk. En su curso superior, el valle del río tiene forma de V, y su anchura varía entre 0,2 m y 1,2 km. Río abajo, ya en zona de estepa, alcanza los 5-6 km, y sus orillas se hallan cubiertas de arbustos y vegetación de pradera. El lecho tiene una anchura media de 15-25 m (en el curso inferior alcanza los 45 m). Su profundidad es de hasta 6 m en trayectos de aguas mansas y de 0,5 en las zonas de rápidos.
Sus principales afluentes son, por la derecha, el Gluja, el Viljívchik y el Krinka; y, por la izquierda, el Miusik, el Kripenka y el Nagolna. 
El caudal se alimenta principalmente de la nieve y del agua de lluvia. El río se congela entre diciembre y marzo, y son características sus crecidas de primavera. 
En su curso se hallan varios pequeños embalses, que son utilizados para la industria, generación de energía hidráulica y el riego.

### Localidades en su curso
Desde su nacimiento en Mius, el río deja a su derecha Krúglik, y también Striúkove, pasa por Grábove, Andriyivka, Bokovo-Jrustalnie, Kniaginivka, Miusinsk, Lisne, Chuguno-Krépinka, Dmítrivka, Kozhevnia, Chervona Zoriá (último pueblo de Ucrania en su curso), Primiuski, Zárechni, Kúibyshevo, Skelianski, Berestovski, Rúskoye, Kulbakovo, Podgorni, Kucherovka, Bolshaya Kirsanovka, Nadezhda, Stepánov, Alekséyevka, Podlesni, Krynka, Demídovka, Gvardeiski, Krasni Bumazhnik, Matvéyev Kurgán, Kolesnikovo, Denísova, Riazhenoye, Riasnoye, Nekrásova Balka, Málaya Neklínovka, Bolshaya Neklínovka, Semaki, Pokróvskoye, Yedush, Lunacharski, Fedoséyevka, Troitskoye, Koshkino, Nikoláyevka, Pavlo-Manuílovski, Dárievka, Mokrosarmatka, Sujosarmatka, Andréyevo-Meléntievo, Zolotariovo y Gáyevka. Desde aquí se extiende el limán del Mius, y en sus orillas encontramos la zona noroccidental de la ciudad de Taganrog, Lótoshniki, Borkin, Daragánovka, Guerásimovka, Gruzinovka, Murálovka, Nósovo, Nikólskoye, Sofíyevka, Sedyj, Dálnaya Gayevka, Kalínovka, Ivánovka, Malofiódorovka, Aleksándrovo-Márkovo, Nikoláyevo-Otrádnoye, Lakedemónovka, Lomakin, Beglitsa y Natálievka.

## Historia
Junto a la desembocadura del río se construyó a finales del siglo XVII la fortaleza Semiónovskaya. 
Durante la Segunda Guerra Mundial, los alemanes construyeron una línea fortificada, conocida como Mius-Front (en ruso, Миус-фронт, esto es, "frente del Mius", en alemán: Mius Stellung), bajo su poder entre diciembre de 1941 y julio de 1942 y de febrero a agosto de 1943, cuando las tropas alemanas se han retirado a la línea del Dniéper (línea Panther-Wotan). La línea consiguió detener el avance hacia el sur del Ejército Rojo, si Rostov del Don era liberada en febrero de 1943, Taganrog no lo sería hasta el 30 de agosto de ese año.